# La Compôte
La Compôte település Franciaországban, Savoie megyében. Lakosainak száma 266 fő (2022. január 1.). La Compôte Aillon-le-Vieux, Le Châtelard, Doucy-en-Bauges, École és Jarsy községekkel határos.

## Népesség
A település népességének változása:
| Lakosok száma | 243  | 253  | 257  | 257  | 260  | 264  | 264  | 264  | 266  |
|               | 2013 | 2015 | 2016 | 2017 | 2018 | 2019 | 2020 | 2021 | 2022 |